# Concursul Muzical Eurovision 2013
Concursul Muzical Eurovision 2013 a fost cea de-a 58-a ediție a Concursului Muzical Eurovision. Această ediție s-a desfășurat în Malmö, Suedia, ca urmare a câștigării ediției precedente de către Loreen cu piesa „Euphoria”. A fost a cincea oară când Suedia a găzduit concursul, ultima dată fiind în 2000. Sveriges Television (SVT) a ales să organizeze evenimentul în Malmö Arena, după evaluarea mai multor săli de pe teritoriul Suediei. Semifinalele au avut loc pe 14 și 16 mai 2013, iar finala, pe 18 mai 2013. Evenimentul a fost prezentat de actrița de comedie Petra Mede. Au participat 39 de țări, Armenia revenind după o pauză de un an, iar Bosnia și Herțegovina, Portugalia, Slovacia și Turcia retrăgându-se.
Designul concursului a fost proiectat în jurul temei „We Are One” engleză Suntem una, prin care s-a dorit evidențierea egalității și unității tuturor țărilor participante, precum și diversitatea culturală și influențele fiecărei țări participante. Față de edițiile anterioare ale concursului, Suedia a preferat să pună accentul pe artiști și țările din care provin, în loc să-și promoveze propria țară. Montajele prezentate înaintea fiecărui cântec, care erau folosite pentru a ilustra natura, cultura și societatea țării gazdă, au fost schimbate pentru a ilustra viața de zi cu zi a artiștilor din țările lor.
În 2013, câștigătoarea a fost Danemarca, reprezentată de Emmelie de Forest cu piesa „Only Teardrops”, care a acumulat 281 de puncte, cu 47 mai multe decât Azerbaijan. A fost pentru a doua oară când Danemarca a câștigat în Suedia. Ucraina a terminat pe podium, fiind urmată de Norvegia și Rusia. Din cele mai mari cinci țări, numai Italia a reușit să termine în primele zece, obținând locul șapte. Olanda a terminat pe poziția a noua, reușind să ajungă pentru prima dată într-o finală din 2004. Aproximativ 170 de milioane de telespectatori au urmărit semifinalele și finala ediției din 2013.  Pentru prima oară în 20 de ani, nicio țară din fosta federație iugoslavă nu s-a calificat în finala Concursului Muzical Eurovision.

## Sală

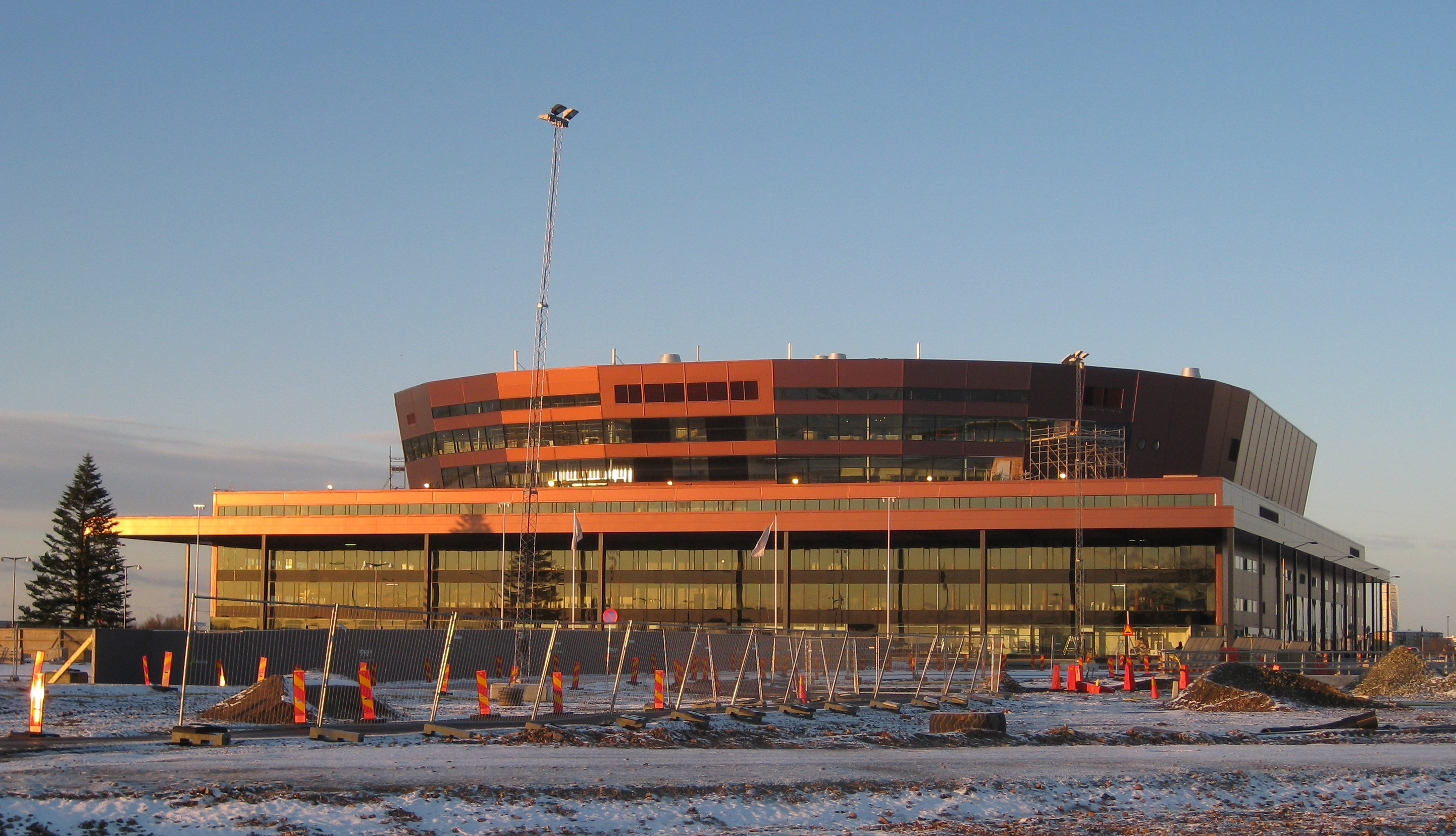
Malmö Arena.

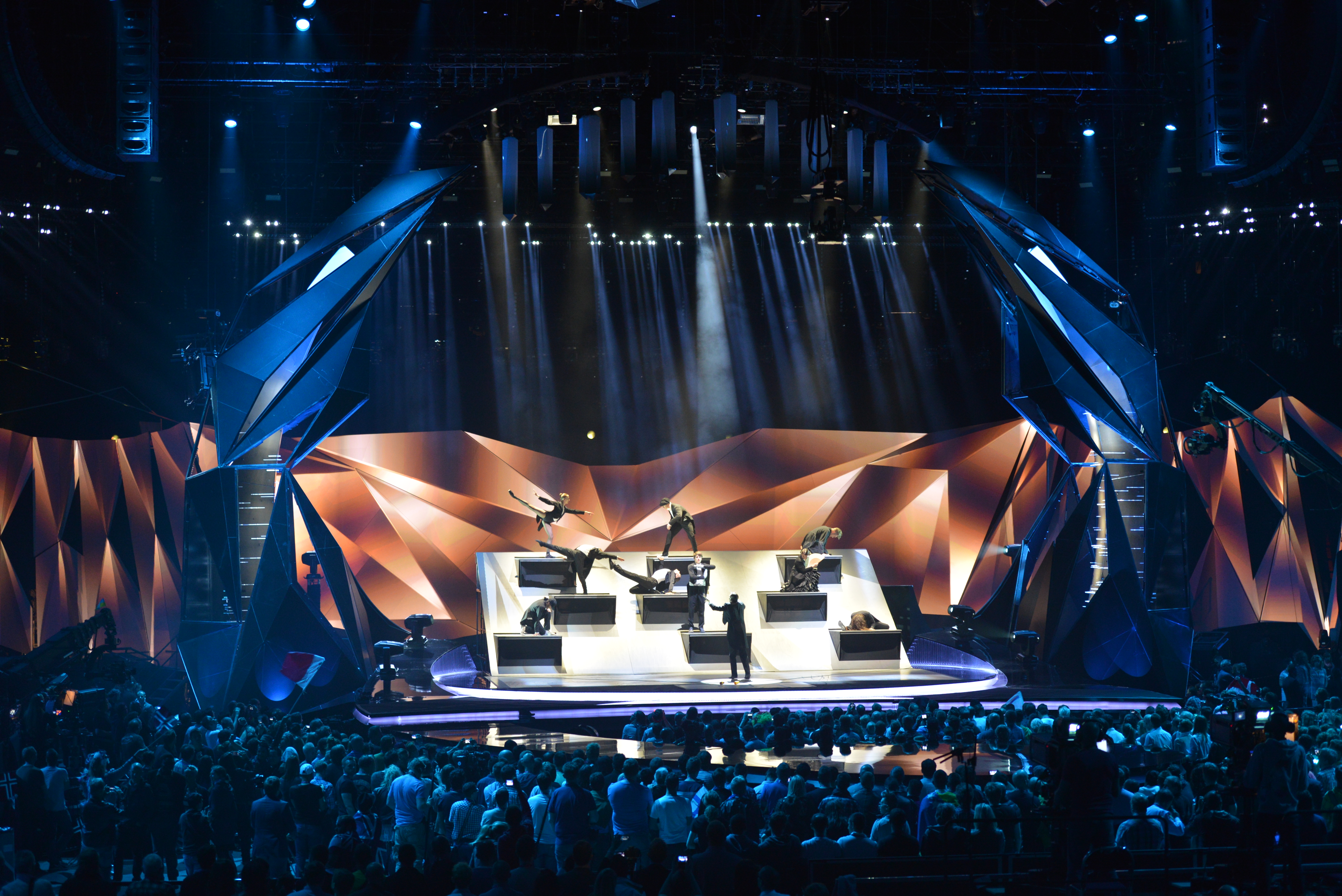
Scena Concursului Muzical Eurovision 2013.

Pe 8 iulie 2012, Sveriges Television (SVT) a anunțat că Malmö Arena este sala în care urma să se țină Concursul Muzical Eurovision 2013. Aceasta este cea de-a cincea ocazie cu care Suedia a găzduit concursul și a doua oară când s-a desfășurat în Malmö.

### Perioada licitației
În noaptea finalei concursului din 2012, președintele consiliului de administrație al SVT, Eva Hamilton, a afirmat că urmau să fie luate în considerare arene din Stockholm, Göteborg și Malmö pentru o decizie finală asupra locului de desfășurare a ediției din 2013. Arena folosită cu ocazia precedentei victorii suedeze, Globen Arena, nu a fost folosită pentru Concursul Muzical Eurovision, fiindcă existau deja aranjamente ca ea să găzduiască Campionatul Mondial de Hochei pe Gheață din 2013.
Ziarul suedez Expressen a sugerat ca SVT să organizeze semifinalele în Göteborg și Malmö, cu finala la Solna, în Friends Arena. Ideea a fost respinsă de SVT din cauza complicațiilor logistice care ar fi putut rezulta și a anunțat că toate cele trei spectacole urmau să se țină în același oraș.
Pe 20 iunie 2012, s-a anunțat că Göteborg s-a retras din cursă, din cauza obligației de a găzdui Expoziția de Cai de la Göteborg. Au existat și dubii că ar fi putut fi puse la dispoziție destule camere de hotel, din cauza faptului că mai multe evenimente importante au loc în Göteborg în luna mai 2013.
Următoarele orașe au rezervat săli de spectacole și camere de hotel în speranța de a găzdui Concursul Muzical Eurovision 2013:
| Oraș              | Sală           | Capacitate                                  | Note |
| ----------------- | -------------- | ------------------------------------------- | --- |
| Malmö             | Malmö Arena    | 15 500                                      | Sala a fost folosită pentru semifinalele Melodifestivalen din ultimii 4 ani.                                               |
| Solna (Stockholm) | Friends Arena  | 67 500                                      | Deschisă în octombrie 2012. A găzduit finala Melodifestivalen 2013, preselecția suedeză pentru Eurovision, în martie 2013. |
| Göteborg          | Scandinavium   | 14 000                                      | A găzduit Concursul Muzical Eurovision 1985.                                                                               |
| Göteborg          | Svenska Mässan | Nu există o configurație anume a locurilor. | Nu există o configurație anume a locurilor.                                                                                |

SVT și-a exprimat dorința de a găzdui concursul într-o sală puțin mai mică decât în anii precedenți, iar acesta a fost unul dintre factorii care au determinat Sveriges Television să aleagă Malmö Arena. Producătorul executiv al Concursului Muzical Eurovision 2013, Martin Österdahl, a declarat pentru presa suedeză că nu a fost de acord cu decizia țărilor-gazdă precedente de a organiza competiția în arene din ce în ce mai mari, afirmând că el și SVT voiau ca ediția din 2013 să fie „mai intimă și personală”. Conform SVT, și Uniunea Europeană de Radio-Televiziune își dorea ca ediția din 2013 să fie „la scară mai mică”, din cauza costurilor din ce în ce mai mari ale concursurilor precedente.

## Format
Combinarea rezultatelor în urma evaluării de către juriu și de către public a suferit schimbări care au fost detaliate în regulile oficiale ale concursului din 2013. Pentru oricare țară votantă, fiecare membru al juriului a trebuit să își facă un clasament al tuturor cântecelor participante, în afară de cel ce reprezinta țara respectivă. Rezultatele tuturor membrilor acestei țări au fost combinate pentru a produce un clasament complet, de la primul până la ultimul loc. Într-o manieră similară, rezultatele televotului au fost interpretate, de asemenea, ca un clasament complet, luându-se în considerare întregul rezultat, nu numai primele zece poziții, ca în anii precedenți. Din combinarea celor două clasamente complete (cel al juriului și cel al publicului) a rezultat clasamentul final al țării respective. Țara aflată pe primul loc în clasamentul final a primit 12 puncte, cea de-a doua, 10 puncte, cea de-a treia, 8 puncte, cea de-a patra, 7 puncte ș.a.m.d., cea de-a zecea primind un singur punct.
Începând din 2013, există și o aplicație oficială pentru smartphone-uri, care permite utilizatorilor să voteze de pe telefoanele mobile fără să compună singuri un SMS. Reprezentantul țării votate îi va mulțumi utilizatorului imediat printr-un mesaj preînregistrat. Tariful pentru un SMS trimis de aplicație și unul trimis manual este același.
Sarah Dawn Finer a apărut în toate cele trei spectacole în segmente preînregistrate menite să prezinte Suedia din perspectiva personajului comic Lynda Woodruff. „Lynda” a prezentat voturile din partea Suediei în cadrul concursului precedent, desfășurat în Baku. Fotbalistul Zlatan Ibrahimović a apărut în cadrul numărului de deschidere al finalei printr-un mesaj preînregistrat, în care le-a urat privitorilor bun venit în Malmö, orașul lui natal. Reprezentantul Suediei la Concursul Muzical Eurovision 2011, Eric Saade, a fost corespondentul din camera verde în timpul finalei.

### Prezentatoare
Pe 17 octombrie 2012, producătorul executiv, Martin Österdahl, a declarat pentru ziarul suedez Dagens Nyheter că SVT plănuia să aibă un singur prezentator în 2013, nu doi sau trei ca în anii precedenți. Ocazia precedentă cu care a existat un singur prezentator a fost în 1995, când Mary Kennedy a prezentat singură concursul. Pe 28 ianuarie 2013, în cadrul unei conferințe de presă, SVT a anunțat că evenimentul urma să fie prezentat de Petra Mede, prezentatoare și actriță de comedie suedeză.

### Aspect grafic
Identitatea vizuală a Concursului Muzical Eurovision 2013 a fost realizată de agenția de branding Happy F&B, cu sediul în Göteborg. Sigla concursului este un fluture multicolor care reprezintă unitatea, diversitatea și fericirea. Ideea de a folosi un fluture pornește de la conceptul de teorie a haosului, numită și efect de fluture, conform căreia un lucru minor precum bătaia aripilor unui fluture poate avea consecințe majore, precum crearea unui uragan. Accepția folosită de organizatori este că lucrurile mici pot crea mișcări mari și puternice, cum este cazul Concursului Muzical Eurovision.
SVT a anunțat pe 19 februarie 2013 că filmulețele dinaintea fiecărui cântec urmau să aibă în prim-plan soliștii în țările lor, pentru a da telespectatorilor șansa să îi cunoască pe artiști în afara numărului muzical de trei minute. Acest lucru este contrar tradiției recente, conform căreia aceste filmulețe conțineau frânturi de viață în interiorul țării sau al orașului ce găzduiește concursul. Clipurile au fost produse de compania Camp David.
Grafica utilizată în cadrul transmisiunilor în direct a fost realizată de compania Brokendoll. La ea a contribuit și studioul de efecte vizuale suedez Swiss International, care a realizat animațiile fluturilor colorați în culorile steagurilor țărilor participante.

### Vânzarea biletelor
La 11 iulie 2012, producătorul concursului, Christer Björkman, a sfătuit fanii să nu cumpere biletele care erau în circulație în acea perioadă și să aștepte până la apariția biletelor oficiale, fiindcă deciziile necesare cu privire la planul scenei și al locurilor nu fuseseră încă luate. Primele bilete oficiale au fost puse în vânzare pe 26 noiembrie 2012.

### Sponsori
Sponsorii oficiali principali ai concursului au fost compania principală de telecomunicații din Suedia, TeliaSonera, și compania germană de cosmetice Schwarzkopf. Competiția a fost sponsorizată și de companiile IsaDora, ICA și Tetra Pak.

### Împărțirea țărilor în semifinale
Tragerea la sorți pentru împărțirea țărilor în semifinale a avut loc pe 17 ianuarie 2013 în vechea clădire a primăriei orașului Malmö și a fost realizată de Pernilla Månsson Colt și Josefine Sundström.
Procedura a fost următoarea: țările participante, excluzând țările calificate automat în finală (Franța, Germania, Italia, Regatul Unit, Spania și Suedia), sunt împărțite în 5 urne, pe baza obiceiurilor lor de votare în edițiile trecute ale concursului, după care sunt repartizate 16 țări în prima semifinală, din 14 mai 2013, iar celelalte 17, în cea de-a doua semifinală, din 16 mai 2013. De asemenea, se decide în care jumătate vor participa acestea și în care semifinală votează fiecare dintre țările calificate automat.
În practică, au existat 3 excepții datorită cărora 3 țări nu au fost, de fapt, introduse în vreuna dintre urne, ci repartizate separat, înaintea celorlalte:
- Danemarca: A fost repartizată în prima semifinală cu câteva luni înainte de tragere la sorți, pentru a maximiza valabilitatea biletelor pentru vizitatorii din Danemarca și Norvegia.
- Israel: A fost repartizată în a doua semifinală, din cauza faptului că data primei semifinale coincide cu cea a unei sărbători naționale a Israelului.
- Norvegia: A fost repartizată în a doua semifinală, pentru a exista suficiente bilete pentru vizitatorii venind din Danemarca și Norvegia, țări foarte apropiate geografic de orașul Malmö.

Repartizarea în urne a fost următoarea:
| Urna 1                                                                    | Urna 2                                                        | Urna 3                                                        | Urna 4                                                       | Urna 5                                                                    |
| ------------------------------------------------------------------------- | ------------------------------------------------------------- | ------------------------------------------------------------- | ------------------------------------------------------------ | ------------------------------------------------------------------------- |
| - Albania - Croația - Elveția - Muntenegru - Republica Macedonia - Serbia | - Estonia - Finlanda - Irlanda - Islanda - Letonia - Lituania | - Armenia - Azerbaidjan - Belarus - Georgia - Rusia - Ucraina | - Belgia - Bulgaria - Cipru - Grecia - Malta - Țările de Jos | - Austria - Republica Moldova - România - San Marino - Slovenia - Ungaria |

### Ordinea de intrare în concurs
Spre deosebire de anii precedenți, ordinea de intrare în concurs nu a fost decisă prin tragere la sorți, ci determinată de producători, cu scopul de a face spectacolele mai captivante și de a se asigura că fiecare concurent poate ieși în evidență, eliminându-se posibilitatea ca două cântece similare să se anuleze reciproc în aprecierile telespectatorilor. Decizia a avut reacții variate atât din partea fanilor concursului, cât și din partea televiziunilor participante.
Totuși, pentru a evita posibilele tentative de favorizare a cântecului țării organizatoare, numărul cu care acesta urma să intre în concurs (16) a fost tras la sorți pe 18 martie 2013. Ordinea de intrare în semifinale a fost anunțată pe 28 martie, iar cea pentru finală a fost determinată pe 17 mai, la câteva ore după terminarea celei de-a doua semifinale.
De asemenea, în cadrul primelor lor conferințe de presă individuale (15 mai), reprezentanții țărilor din grupul „Big Five” (Franța, Germania, Italia, Regatul Unit și Spania) au tras la sorți în care jumătate a finalei urmau să performeze. Finaliștii calificați din semifinale au făcut același lucru în cadrul conferințelor de presă cu câștigătorii fiecărei semifinale.

## Controverse

### Azerbaijan
Înainte de finala concursului, s-a raportat în presa lituaniană că o înregistrare făcută cu camera ascunsă și publicată pe YouTube sugera că Azerbaidjanul mituia persoane din Lituania pentru a obține televoturi. În final, Lituania a acordat 12 puncte Azerbaijanului. Mai mulți studenți au declarat că au fost abordați de oameni care le-au oferit câte 20€ de persoană pentru a vota de mai multe ori pentru un anumit concurent. Ținta lor era să recruteze grupuri de 10 persoane care să voteze în favoarea Azerbaijanului. Celor recrutați li s-au dat cartele SIM, de pe care urmau să voteze de cât mai multe ori posibil în interval de 15 minute. Dialogul surprins în clipul video sugera că se desfășurau activități similare în 15 țări, printre care sunt incluse și Belarus, Croația, Elveția, Estonia, Letonia și Ucraina.
Ca răspuns, situl web oficial administrat de EBU, eurovision.tv, a publicat un articol informativ, citându-l pe supervizorul executiv, Jon Ola Sand, care a reafirmat angajamentul organizatorilor concursului pentru un „rezultat corect și transparent”. El a declarat: „Investigăm acest caz, dar subliniem că intențiile acestor indivizi nu au fost încă clarificate și nici nu s-a stabilit vreo legătură între indivizii din clipul video și delegația azeră, reprezentația azeră sau televiziunea membră EBU din Azerbaidjan, İctimai TV”. A adăugat că, din 1998, când a fost implicat pentru prima oară în concurs, „în fiecare an există zvonuri despre neregularități în votare”.

### Azerbaidjan, Rusia și Belarus
Când Azerbaidjanul nu a acordat niciun punct Dinei Garipova din Rusia, în ciuda relatărilor că ieșise pe locul 2 la televot, președintele Azerbaidjanului, İlham Əliyev, a ordonat o anchetă. Ministrul de Externe al Rusiei, Serghei Lavrov, a susținut că rezultatul fusese falsificat și a declarat: „Această acțiune rușinoasă nu va rămâne fără un răspuns”. El a promis un răspuns coordonat cu omologul său azer, Elmar Məmmədyarov. Simultan, președintele Belarusului, Aleksandr Lukașenko, a susținut că faptul că propria lui țară nu a obținut puncte de la Rusia este o dovadă că rezultatul trebuie să fi fost falsificat.

### Acuzații de plagiat
Acuzațiile de plagiat împotriva piesei câștigătoare, provenind din Danemarca, au ieșit la suprafață după ce Eric van Tijn, un producător muzical notabil din Țările de Jos, a menționat similaritatea soloului fluierului de la începutul piesei cu fluierul din „I Surrender”, un cântec din 2002 al formației olandeze K-Otic. Totuși, e de părere că fluierul este singura asemănare dintre cele două piese, spunând că acuzațiile sunt „o furtună într-un pahar cu apă”.

### Sărutul lesbian

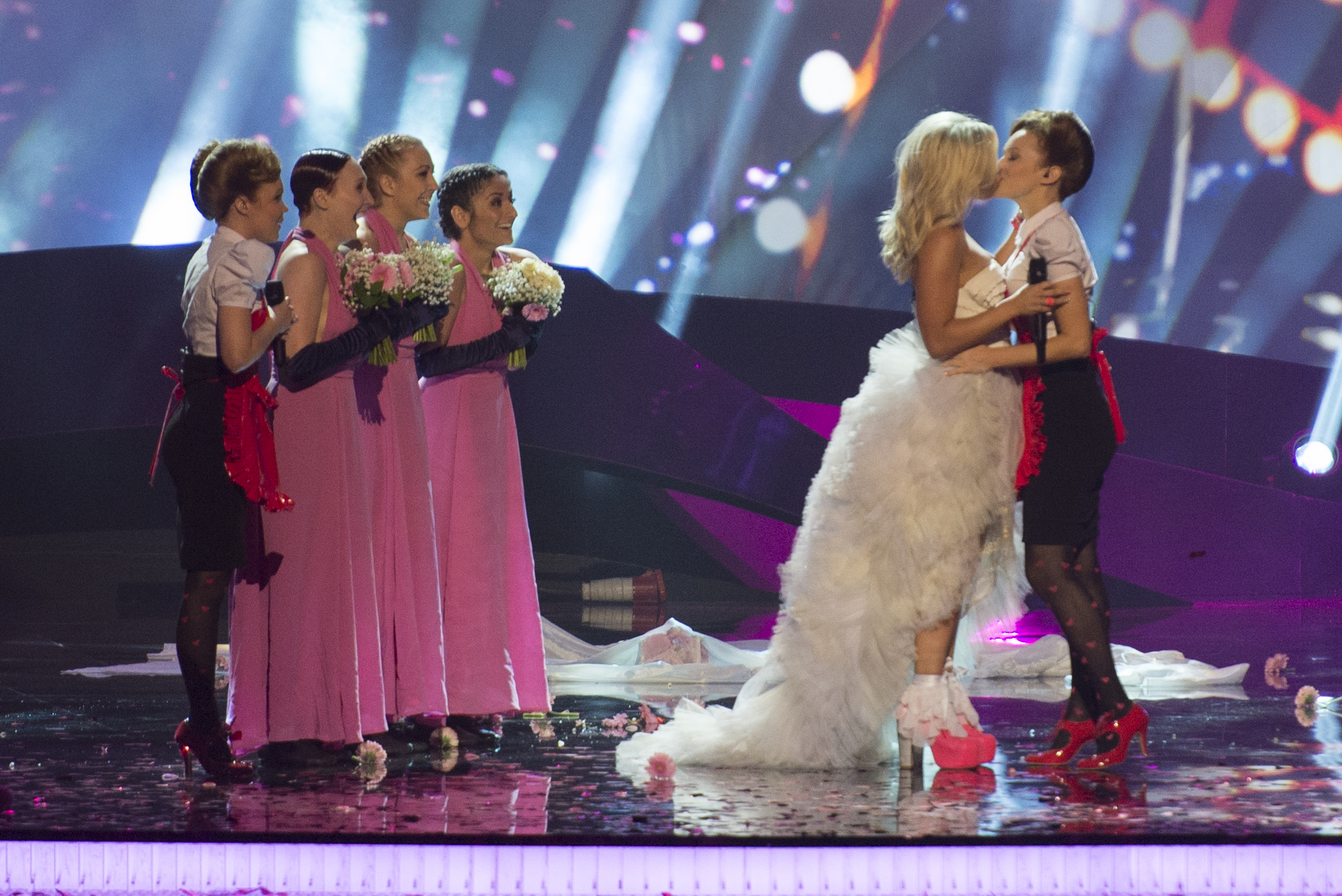
Concurenta din Finlanda, Krista Siegfrids, sărutând-o pe una din vocalistele sale de fundal.

Interpretarea în cadrul concursului a piesei finlandeze, „Marry Me”, a stârnit controverse în câteva țări cu mentalități conservatoare în care s-a transmis concursul. Numărul muzical s-a sfârșit prin sărutul dintre solistă, Krista Siegfrids, și una dintre vocalistele de fundal, fapt ce a fost etichetat de mass-media ca fiind primul sărut lesbian de la Eurovision. S-a semnalat că presa greacă și cea turcă au reacționat negativ la acest gest. Postul ce transmite concursul în Turcia, TRT, care se retrăsese din concurs în 2013, a indicat inițial că intenționa să difuzeze concursul, dar a luat o decizie târzie de a nu-l transmite. Câteva rapoarte în mass-media au legat direct această decizie de sărutul finlandez, deși TRT a susținut că motivul au fost cifrele mici de audiență pe care le avusese competiția în Turcia.

### Armenia
S-a afirmat că voturile diasporei armene din Belgia și Țările de Jos pentru reprezentanții Armeniei nu au fost calculate corect. Pentru prima oară de când participă în concurs, Armenia nu a primit niciun punct de la Belgia sau de la Țările de Jos.

## Rezultate
Pe 21 decembrie 2012, s-a anunțat participarea a 39 de țări la Concursul Muzical Eurovision 2013.

### Semifinala 1
- Prima semifinală a avut loc pe 14 mai 2013.
- Italia, Regatul Unit și Suedia au votat în această semifinală.[49]
- Cele mai bine plasate 10 țări în funcție de scor s-au calificat în finală.
- Țările evidențiate s-au calificat în finală.[71]

|    | Țară              | Limbă         | Artist                | Cântec                               | Traducere                   | Loc | Puncte |
| -- | ----------------- | ------------- | --------------------- | ------------------------------------ | --------------------------- | --- | ------ |
| 01 | Austria           | engleză       | Natália Kelly         | „Shine”                              | Vei străluci                | 14  | 027    |
| 02 | Estonia           | estonă        | Birgit Õigemeel       | „Et uus saaks alguse”                | Ca să existe un nou început | 10  | 052    |
| 03 | Slovenia          | engleză       | Hannah Mancini        | „Straight into Love”                 | Direct de iubire            | 16  | 08     |
| 04 | Croația           | croată        | Klapa s Mora          | „Mižerja”                            | Necaz                       | 13  | 038    |
| 05 | Danemarca         | engleză       | Emmelie de Forest     | „Only Teardrops”                     | Numai lacrimi               | 01  | 167    |
| 06 | Rusia             | engleză       | Dina Garipova         | „What If”                            | Ce ar fi dacă               | 02  | 156    |
| 07 | Ucraina           | engleză       | Zlata Ognevici        | „Gravity”                            | Gravitație                  | 03  | 140    |
| 08 | Țările de Jos     | engleză       | Anouk                 | „Birds”                              | Păsări                      | 06  | 075    |
| 09 | Muntenegru        | muntenegreană | Who See și Nina Žižić | „Igranka”                            | Petrecere                   | 12  | 041    |
| 10 | Lituania          | engleză       | Andrius Pojavis       | „Something”                          | Ceva                        | 09  | 053    |
| 11 | Belarus           | engleză       | Aliona Lanskaia       | „Solayoh”                            | —                           | 07  | 064    |
| 12 | Republica Moldova | română        | Aliona Moon           | „O mie”                              | —                           | 04  | 095    |
| 13 | Irlanda           | engleză       | Ryan Dolan            | „Only Love Survives”                 | Doar iubirea persistă       | 08  | 054    |
| 14 | Cipru             | greacă        | Despina Olympiou      | „An me thimasai” („Αν με θυμάσαι”)   | Dacă îți amintești de mine  | 15  | 011    |
| 15 | Belgia            | engleză       | Roberto Bellarosa     | „Love Kills”                         | Dragostea ucide             | 05  | 075    |
| 16 | Serbia            | sârbă         | Moje 3                | „Ljubav je svuda” („Љубав је свуда”) | Dragostea e pretutindeni    | 11  | 046    |

### Semifinala 2
- Cea de-a doua semifinală a avut loc pe 16 mai 2013.
- Germania, Franța și Spania au votat în această semifinală.[49]
- Cele mai bine plasate 10 țări în funcție de scor s-au calificat în finală.
- Țările evidențiate s-au calificat în finală.[81]

|    | Țară                | Limbă               | Artist                            | Cântec                                      | Traducere                 | Loc | Puncte |
| -- | ------------------- | ------------------- | --------------------------------- | ------------------------------------------- | ------------------------- | --- | ------ |
| 01 | Letonia             | engleză             | PeR                               | „Here We Go”                                | Pornim                    | 17  | 013    |
| 02 | San Marino          | italiană            | Valentina Monetta                 | „Crisalide (Vola)”                          | Crisalidă (Zboară)        | 11  | 047    |
| 03 | Republica Macedonia | macedoneană, romani | Esma și Lozano                    | „Pred da se razdeni” („Пред да се раздени”) | Înainte de zori           | 16  | 028    |
| 04 | Azerbaidjan         | engleză             | Fərid Məmmədov                    | „Hold Me”                                   | Ține-mă                   | 01  | 139    |
| 05 | Finlanda            | engleză             | Krista Siegfrids                  | „Marry Me”                                  | Căsătorește-te cu mine    | 09  | 064    |
| 06 | Malta               | engleză             | Gianluca Bezzina                  | „Tomorrow”                                  | Ziua de mâine             | 04  | 118    |
| 07 | Bulgaria            | bulgară             | Elița Todorova și Stoian Iankulov | „Samo șampioni” („Само шампиони”)           | Doar campioni             | 12  | 045    |
| 08 | Islanda             | islandeză           | Eyþór Ingi                        | „Ég á líf”                                  | Am viață                  | 06  | 072    |
| 09 | Grecia              | engleză, greacă     | Koza Mostra și Agathon Iakovidis  | „Alcohol Is Free”                           | Alcoolul e gratis         | 02  | 121    |
| 10 | Israel              | ebraică             | Moran Mazor                       | „Rak bișvilo” („רק בשבילו”)                 | Doar pentru el            | 14  | 040    |
| 11 | Armenia             | engleză             | Dorians                           | „Lonely Planet”                             | Planetă singuratică       | 07  | 069    |
| 12 | Ungaria             | maghiară            | ByeAlex                           | „Kedvesem” (Zoohacker Remix)                | Scumpo                    | 08  | 066    |
| 13 | Norvegia            | engleză             | Margaret Berger                   | „I Feed You My Love”                        | Te hrănesc cu iubirea mea | 03  | 120    |
| 14 | Albania             | albaneză            | Adrian Lulgjuraj și Bledar Sejko  | „Identitet”                                 | Identitate                | 15  | 031    |
| 15 | Georgia             | engleză             | Nodi și Sophie                    | „Waterfall”                                 | Cascadă                   | 10  | 063    |
| 16 | Elveția             | engleză             | Takasa                            | „You and Me”                                | Tu și eu                  | 13  | 041    |
| 17 | România             | engleză             | Cezar                             | „It's My Life”                              | Este viața mea            | 05  | 083    |

### Finală
- Finala a avut loc pe 18 mai 2012, în Malmö.
- Numai grupul „Big Five” și țara-gazdă, Suedia, s-au calificat automat în finală.
- Încă 20 de țări semifinaliste s-au calificat în finală. În total, au existat 26 de finaliști.
- După ce Republica Macedonia și-a anunțat voturile, în ciuda faptului că mai rămăseseră 4 țări ce nu își acordaseră punctele, prezentatoarea, Petra Mede, a anunțat victoria Danemarcei, fiind matematic imposibil din acel moment ca această țară să mai fie depășită.

|    | Țară                | Limbă           | Artist                           | Cântec                       | Traducere                   | Loc | Puncte |
| -- | ------------------- | --------------- | -------------------------------- | ---------------------------- | --------------------------- | --- | ------ |
| 01 | Franța              | franceză        | Amandine Bourgeois               | „L'enfer et moi”             | Eu și infernul              | 23  | 014    |
| 02 | Lituania            | engleză         | Andrius Pojavis                  | „Something”                  | Ceva                        | 22  | 017    |
| 03 | Republica Moldova   | română          | Aliona Moon                      | „O mie”                      | —                           | 11  | 071    |
| 04 | Finlanda            | engleză         | Krista Siegfrids                 | „Marry Me”                   | Căsătorește-te cu mine      | 24  | 013    |
| 05 | Spania              | spaniolă        | ESDM                             | „Contigo hasta el final”     | Cu tine până la capăt       | 25  | 08     |
| 06 | Belgia              | engleză         | Roberto Bellarosa                | „Love Kills”                 | Dragostea ucide             | 12  | 071    |
| 07 | Estonia             | estonă          | Birgit Õigemeel                  | „Et uus saaks alguse”        | Ca să existe un nou început | 20  | 019    |
| 08 | Belarus             | engleză         | Aliona Lanskaia                  | „Solayoh”                    | —                           | 16  | 048    |
| 09 | Malta               | engleză         | Gianluca Bezzina                 | „Tomorrow”                   | Ziua de mâine               | 08  | 120    |
| 10 | Rusia               | engleză         | Dina Garipova                    | „What If”                    | Ce ar fi dacă               | 05  | 174    |
| 11 | Germania            | engleză         | Cascada                          | „Glorious”                   | Glorioși                    | 21  | 018    |
| 12 | Armenia             | engleză         | Dorians                          | „Lonely Planet”              | Planetă singuratică         | 18  | 041    |
| 13 | Țările de Jos       | engleză         | Anouk                            | „Birds”                      | Păsări                      | 09  | 114    |
| 14 | România             | engleză         | Cezar                            | „It's My Life”               | Este viața mea              | 13  | 065    |
| 15 | Regatul Unit        | engleză         | Bonnie Tyler                     | „Believe in Me”              | Crede în mine               | 19  | 023    |
| 16 | Suedia (țara-gazdă) | engleză         | Robin Stjernberg                 | „You”                        | Tu                          | 14  | 062    |
| 17 | Ungaria             | maghiară        | ByeAlex                          | „Kedvesem” (Zoohacker Remix) | Scumpo                      | 10  | 084    |
| 18 | Danemarca           | engleză         | Emmelie de Forest                | „Only Teardrops”             | Numai lacrimi               | 01  | 281    |
| 19 | Islanda             | islandeză       | Eyþór Ingi                       | „Ég á líf”                   | Am viață                    | 17  | 047    |
| 20 | Azerbaidjan         | engleză         | Fərid Məmmədov                   | „Hold Me”                    | Ține-mă                     | 02  | 234    |
| 21 | Grecia              | engleză, greacă | Koza Mostra și Agathon Iakovidis | „Alcohol Is Free”            | Alcoolul e gratis           | 06  | 152    |
| 22 | Ucraina             | engleză         | Zlata Ognevici                   | „Gravity”                    | Gravitație                  | 03  | 214    |
| 23 | Italia              | italiană        | Marco Mengoni                    | „L'essenziale”               | Esențialul                  | 07  | 126    |
| 24 | Norvegia            | engleză         | Margaret Berger                  | „I Feed You My Love”         | Te hrănesc cu iubirea mea   | 04  | 191    |
| 25 | Georgia             | engleză         | Nodi și Sophie                   | „Waterfall”                  | Cascadă                     | 15  | 050    |
| 26 | Irlanda             | engleză         | Ryan Dolan                       | „Only Love Survives”         | Doar iubirea persistă       | 26  | 05     |

## Tabele

### Semifinala 1
|            |               | Rezultatele votului | Rezultatele votului | Rezultatele votului | Rezultatele votului | Rezultatele votului | Rezultatele votului | Rezultatele votului | Rezultatele votului | Rezultatele votului | Rezultatele votului | Rezultatele votului | Rezultatele votului | Rezultatele votului | Rezultatele votului | Rezultatele votului | Rezultatele votului | Rezultatele votului | Rezultatele votului | Rezultatele votului | Rezultatele votului |
| Total      | Austria       | Estonia             | Slovenia            | Croația             | Danemarca           | Rusia               | Ucraina             | Țările de Jos       | Muntenegru          | Lituania            | Belarus             | Republica Moldova   | Irlanda             | Cipru               | Belgia              | Serbia              | Italia              | Regatul Unit        | Suedia              |                     |                     |
| ---------- | ------------- | ------------------- | ------------------- | ------------------- | ------------------- | ------------------- | ------------------- | ------------------- | ------------------- | ------------------- | ------------------- | ------------------- | ------------------- | ------------------- | ------------------- | ------------------- | ------------------- | ------------------- | ------------------- | ------------------- | ------------------- |
| Concurenți | Austria       | 27                  |                     | 1                   | 1                   | 4                   | 4                   |                     |                     |                     |                     |                     |                     | 3                   | 4                   | 2                   | 3                   | 2                   | 2                   | 1                   |                     |
| Concurenți | Estonia       | 52                  | 3                   |                     |                     |                     | 1                   | 5                   | 1                   | 4                   |                     | 4                   | 5                   | 5                   | 8                   |                     | 1                   |                     | 5                   | 4                   | 6                   |
| Concurenți | Slovenia      | 8                   |                     |                     |                     | 5                   |                     |                     |                     |                     | 3                   |                     |                     |                     |                     |                     |                     |                     |                     |                     |                     |
| Concurenți | Croația       | 38                  | 5                   |                     | 2                   |                     |                     | 4                   | 6                   | 3                   | 5                   | 1                   |                     |                     | 1                   | 1                   |                     | 10                  |                     |                     |                     |
| Concurenți | Danemarca     | 167                 | 12                  | 12                  | 8                   | 12                  |                     | 10                  | 4                   | 12                  | 8                   | 6                   | 8                   | 7                   | 12                  | 8                   | 10                  | 8                   | 6                   | 12                  | 12                  |
| Concurenți | Rusia         | 156                 | 10                  | 10                  | 10                  | 8                   | 12                  |                     | 7                   | 7                   | 7                   | 10                  | 10                  | 8                   | 10                  | 10                  | 7                   | 6                   | 4                   | 10                  | 10                  |
| Concurenți | Ucraina       | 140                 | 2                   | 6                   | 12                  | 7                   | 8                   | 7                   |                     | 8                   | 12                  | 12                  | 12                  | 12                  | 2                   | 12                  | 8                   | 5                   | 12                  | 2                   | 1                   |
| Concurenți | Țările de Jos | 75                  | 8                   | 7                   | 3                   |                     | 10                  | 3                   |                     |                     | 2                   | 7                   |                     |                     | 5                   |                     | 12                  | 1                   | 1                   | 8                   | 8                   |
| Concurenți | Muntenegru    | 41                  |                     |                     |                     | 6                   | 5                   |                     | 8                   |                     |                     |                     | 2                   | 6                   |                     |                     |                     | 12                  |                     |                     | 2                   |
| Concurenți | Lituania      | 53                  |                     | 4                   |                     |                     | 2                   | 1                   | 5                   |                     |                     |                     | 7                   | 2                   | 6                   | 3                   | 6                   |                     | 10                  | 7                   |                     |
| Concurenți | Belarus       | 64                  |                     |                     | 4                   |                     |                     | 2                   | 12                  | 2                   | 6                   | 8                   |                     | 10                  | 3                   | 6                   |                     | 4                   | 7                   |                     |                     |
| Concurenți | Rep. Moldova  | 95                  | 7                   | 3                   | 7                   | 1                   | 6                   | 12                  | 10                  | 6                   | 4                   | 3                   | 6                   |                     |                     | 5                   | 5                   | 7                   | 8                   |                     | 5                   |
| Concurenți | Irlanda       | 54                  |                     | 5                   |                     | 2                   | 3                   | 6                   | 3                   | 5                   |                     | 5                   | 4                   | 1                   |                     | 7                   | 4                   |                     |                     | 6                   | 3                   |
| Concurenți | Cipru         | 11                  | 1                   | 2                   |                     |                     |                     |                     |                     |                     |                     |                     |                     |                     |                     |                     | 2                   | 3                   |                     | 3                   |                     |
| Concurenți | Belgia        | 75                  | 4                   | 8                   | 6                   | 3                   | 7                   | 8                   |                     | 10                  | 1                   | 2                   | 3                   | 4                   | 7                   |                     |                     |                     |                     | 5                   | 7                   |
| Concurenți | Serbia        | 46                  | 6                   |                     | 5                   | 10                  |                     |                     | 2                   | 1                   | 10                  |                     | 1                   |                     |                     | 4                   |                     |                     | 3                   |                     | 4                   |

### Semifinala 2
|            |                | Rezultatele votului | Rezultatele votului | Rezultatele votului | Rezultatele votului | Rezultatele votului | Rezultatele votului | Rezultatele votului | Rezultatele votului | Rezultatele votului | Rezultatele votului | Rezultatele votului | Rezultatele votului | Rezultatele votului | Rezultatele votului | Rezultatele votului | Rezultatele votului | Rezultatele votului | Rezultatele votului | Rezultatele votului | Rezultatele votului | Rezultatele votului |
| Total      | Letonia        | San Marino          | Republica Macedonia | Azerbaidjan         | Finlanda            | Malta               | Bulgaria            | Islanda             | Grecia              | Israel              | Armenia             | Ungaria             | Norvegia            | Albania             | Georgia             | Elveția             | România             | Franța              | Germania            | Spania              |                     |                     |
| ---------- | -------------- | ------------------- | ------------------- | ------------------- | ------------------- | ------------------- | ------------------- | ------------------- | ------------------- | ------------------- | ------------------- | ------------------- | ------------------- | ------------------- | ------------------- | ------------------- | ------------------- | ------------------- | ------------------- | ------------------- | ------------------- | ------------------- |
| Concurenți | Letonia        | 13                  |                     |                     | 2                   |                     |                     |                     |                     | 3                   |                     |                     |                     |                     |                     |                     | 7                   | 1                   |                     |                     |                     |                     |
| Concurenți | San Marino     | 47                  | 3                   |                     | 5                   | 1                   | 1                   | 6                   |                     |                     | 1                   | 4                   | 4                   | 2                   |                     |                     | 1                   |                     | 4                   | 5                   |                     | 10                  |
| Concurenți | Rep. Macedonia | 28                  |                     | 2                   |                     |                     |                     | 5                   | 5                   |                     |                     |                     |                     |                     |                     | 12                  |                     | 4                   |                     |                     |                     |                     |
| Concurenți | Azerbaidjan    | 139                 | 7                   | 3                   | 8                   |                     | 3                   | 12                  | 12                  | 8                   | 12                  | 12                  |                     | 12                  | 5                   | 8                   | 12                  | 3                   | 12                  | 8                   |                     | 2                   |
| Concurenți | Finlanda       | 64                  | 8                   | 7                   |                     | 3                   |                     | 1                   |                     | 7                   |                     | 1                   |                     | 5                   | 8                   | 1                   |                     | 2                   | 3                   | 7                   | 3                   | 8                   |
| Concurenți | Malta          | 118                 | 6                   | 10                  | 12                  | 12                  | 5                   |                     |                     | 6                   | 5                   | 2                   | 7                   | 8                   | 12                  | 6                   | 6                   | 7                   | 7                   | 2                   | 5                   |                     |
| Concurenți | Bulgaria       | 45                  |                     | 8                   | 3                   | 4                   |                     |                     |                     |                     | 2                   |                     | 10                  | 1                   | 1                   | 4                   | 4                   |                     | 1                   | 1                   |                     | 6                   |
| Concurenți | Islanda        | 72                  | 10                  |                     |                     |                     | 12                  |                     |                     |                     |                     |                     | 1                   | 10                  | 10                  |                     |                     | 10                  |                     |                     | 12                  | 7                   |
| Concurenți | Grecia         | 121                 | 5                   | 12                  | 6                   | 7                   | 7                   | 7                   | 10                  | 2                   |                     | 6                   | 8                   | 3                   | 7                   | 10                  | 2                   | 6                   | 10                  |                     | 8                   | 5                   |
| Concurenți | Israel         | 40                  |                     |                     |                     | 6                   | 2                   |                     | 4                   | 1                   |                     |                     | 6                   |                     |                     | 3                   | 5                   |                     | 2                   | 4                   | 4                   | 3                   |
| Concurenți | Armenia        | 69                  | 1                   |                     |                     |                     |                     | 8                   | 8                   |                     | 7                   | 8                   |                     |                     | 4                   |                     | 10                  |                     | 5                   | 12                  | 6                   |                     |
| Concurenți | Ungaria        | 66                  | 2                   | 4                   |                     |                     | 8                   |                     | 6                   |                     |                     | 3                   |                     |                     | 2                   | 7                   | 3                   | 12                  | 6                   | 3                   | 10                  |                     |
| Concurenți | Norvegia       | 120                 | 12                  | 5                   | 7                   | 5                   | 10                  | 3                   | 7                   | 12                  | 4                   | 5                   | 5                   | 7                   |                     |                     | 8                   | 8                   | 8                   |                     | 2                   | 12                  |
| Concurenți | Albania        | 31                  |                     | 6                   | 10                  | 2                   |                     |                     |                     |                     | 8                   |                     |                     |                     |                     |                     |                     | 5                   |                     |                     |                     |                     |
| Concurenți | Georgia        | 63                  | 4                   | 1                   | 4                   | 10                  |                     | 4                   | 3                   | 4                   | 6                   | 7                   | 12                  | 4                   |                     |                     |                     |                     |                     |                     |                     | 4                   |
| Concurenți | Elveția        | 41                  |                     |                     |                     |                     | 6                   | 2                   | 1                   | 5                   | 3                   |                     | 2                   | 6                   | 3                   | 2                   |                     |                     |                     | 10                  | 1                   |                     |
| Concurenți | România        | 83                  |                     |                     | 1                   | 8                   | 4                   | 10                  | 2                   | 10                  | 10                  | 10                  | 3                   |                     | 6                   | 5                   |                     |                     |                     | 6                   | 7                   | 1                   |

### Finală
|            |               | Rezultatele votului | Rezultatele votului | Rezultatele votului | Rezultatele votului | Rezultatele votului | Rezultatele votului | Rezultatele votului | Rezultatele votului | Rezultatele votului | Rezultatele votului | Rezultatele votului | Rezultatele votului | Rezultatele votului | Rezultatele votului | Rezultatele votului | Rezultatele votului | Rezultatele votului | Rezultatele votului | Rezultatele votului | Rezultatele votului | Rezultatele votului | Rezultatele votului | Rezultatele votului | Rezultatele votului | Rezultatele votului | Rezultatele votului | Rezultatele votului | Rezultatele votului | Rezultatele votului | Rezultatele votului | Rezultatele votului | Rezultatele votului | Rezultatele votului | Rezultatele votului | Rezultatele votului | Rezultatele votului | Rezultatele votului | Rezultatele votului | Rezultatele votului | Rezultatele votului |
| Total      | Franța        | Lituania            | Republica Moldova   | Finlanda            | Spania              | Belgia              | Estonia             | Belarus             | Malta               | Rusia               | Germania            | Armenia             | Țările de Jos       | România             | Regatul Unit        | Suedia              | Ungaria             | Danemarca           | Islanda             | Azerbaidjan         | Grecia              | Ucraina             | Italia              | Norvegia            | Georgia             | Irlanda             | Austria             | Slovenia            | Croația             | Muntenegru          | Cipru               | Serbia              | Letonia             | San Marino          | Republica Macedonia | Bulgaria            | Israel              | Albania             | Elveția             |                     |                     |
| ---------- | ------------- | ------------------- | ------------------- | ------------------- | ------------------- | ------------------- | ------------------- | ------------------- | ------------------- | ------------------- | ------------------- | ------------------- | ------------------- | ------------------- | ------------------- | ------------------- | ------------------- | ------------------- | ------------------- | ------------------- | ------------------- | ------------------- | ------------------- | ------------------- | ------------------- | ------------------- | ------------------- | ------------------- | ------------------- | ------------------- | ------------------- | ------------------- | ------------------- | ------------------- | ------------------- | ------------------- | ------------------- | ------------------- | ------------------- | ------------------- | ------------------- |
| Concurenți | Franța        | 14                  |                     |                     |                     |                     |                     |                     |                     |                     |                     |                     |                     | 2                   |                     |                     |                     |                     |                     |                     | 2                   |                     |                     |                     |                     |                     |                     |                     |                     |                     |                     |                     | 1                   |                     |                     | 8                   | 1                   |                     |                     |                     |                     |
| Concurenți | Lituania      | 17                  |                     |                     |                     |                     |                     |                     |                     | 5                   |                     |                     |                     |                     |                     |                     |                     |                     |                     |                     |                     | 3                   |                     | 1                   | 6                   |                     | 1                   | 1                   |                     |                     |                     |                     |                     |                     |                     |                     |                     |                     |                     |                     |                     |
| Concurenți | Rep. Moldova  | 71                  | 4                   |                     |                     |                     | 2                   | 3                   |                     | 4                   |                     | 6                   |                     |                     |                     | 12                  |                     |                     |                     |                     |                     | 1                   |                     | 8                   | 4                   |                     |                     | 3                   | 2                   |                     |                     | 5                   |                     | 6                   |                     |                     | 7                   | 3                   | 1                   |                     |                     |
| Concurenți | Finlanda      | 13                  | 3                   |                     |                     |                     |                     |                     |                     |                     |                     |                     | 1                   |                     |                     |                     |                     |                     |                     | 2                   |                     |                     |                     |                     |                     |                     |                     |                     |                     |                     |                     |                     |                     |                     |                     | 3                   |                     |                     | 4                   |                     |                     |
| Concurenți | Spania        | 8                   |                     |                     |                     |                     |                     |                     |                     |                     |                     |                     |                     |                     |                     |                     |                     |                     |                     |                     |                     |                     |                     |                     | 2                   |                     |                     |                     |                     |                     |                     |                     |                     |                     |                     |                     |                     |                     |                     | 6                   |                     |
| Concurenți |               |                     |                     |                     |                     |                     |                     |                     |                     |                     |                     |                     |                     |                     |                     |                     |                     |                     |                     |                     |                     |                     |                     |                     |                     |                     |                     |                     |                     |                     |                     |                     |                     |                     |                     |                     |                     |                     |                     |                     |                     |
| Concurenți | Belgia        | 71                  | 5                   |                     |                     | 3                   |                     |                     | 2                   |                     |                     | 8                   |                     |                     | 12                  |                     | 3                   | 7                   | 4                   | 5                   |                     |                     |                     |                     |                     | 3                   |                     | 4                   | 3                   | 2                   |                     |                     |                     | 3                   | 2                   | 5                   |                     |                     |                     |                     |                     |
| Concurenți | Estonia       | 19                  |                     | 3                   |                     | 6                   |                     |                     |                     |                     |                     |                     |                     |                     |                     |                     |                     |                     |                     |                     |                     |                     |                     |                     |                     |                     |                     |                     |                     |                     |                     |                     |                     |                     | 10                  |                     |                     |                     |                     |                     |                     |
| Concurenți | Belarus       | 48                  |                     | 1                   | 4                   |                     |                     |                     |                     |                     | 2                   |                     |                     | 5                   |                     |                     |                     |                     |                     |                     |                     | 7                   | 1                   | 12                  |                     |                     | 5                   |                     |                     |                     |                     | 3                   |                     |                     |                     |                     | 5                   |                     | 3                   |                     |                     |
| Concurenți | Malta         | 120                 | 2                   |                     |                     |                     | 1                   |                     | 5                   | 7                   |                     |                     | 5                   | 6                   | 8                   | 5                   | 7                   |                     | 8                   | 4                   | 5                   | 8                   | 3                   | 2                   | 10                  | 10                  | 3                   |                     |                     |                     |                     |                     | 3                   |                     | 5                   | 10                  | 3                   |                     |                     |                     |                     |
| Concurenți | Rusia         | 174                 | 6                   | 7                   | 7                   | 2                   | 6                   | 4                   | 12                  | 8                   |                     |                     | 2                   | 7                   | 4                   |                     | 10                  | 5                   |                     | 7                   | 1                   |                     |                     | 4                   |                     |                     | 6                   | 10                  |                     | 10                  | 6                   | 7                   | 5                   | 8                   | 12                  |                     | 6                   | 5                   | 7                   |                     |                     |
| Concurenți |               |                     |                     |                     |                     |                     |                     |                     |                     |                     |                     |                     |                     |                     |                     |                     |                     |                     |                     |                     |                     |                     |                     |                     |                     |                     |                     |                     |                     |                     |                     |                     |                     |                     |                     |                     |                     |                     |                     |                     |                     |
| Concurenți | Germania      | 18                  |                     |                     |                     |                     | 3                   |                     |                     |                     |                     |                     |                     |                     |                     |                     |                     |                     |                     |                     |                     |                     |                     |                     |                     |                     |                     |                     | 6                   |                     |                     |                     |                     |                     |                     |                     |                     |                     | 5                   | 3                   | 1                   |
| Concurenți | Armenia       | 41                  | 7                   |                     | 1                   |                     |                     |                     |                     | 2                   | 1                   | 2                   |                     |                     |                     |                     |                     |                     | 3                   |                     |                     |                     |                     | 6                   |                     |                     | 10                  |                     |                     |                     |                     |                     |                     |                     |                     | 1                   |                     | 8                   |                     |                     |                     |
| Concurenți | Țările de Jos | 114                 |                     | 4                   |                     | 8                   |                     | 12                  | 7                   |                     |                     | 3                   |                     |                     |                     | 2                   | 6                   | 8                   | 5                   | 10                  | 8                   |                     |                     |                     |                     | 8                   |                     | 6                   | 8                   | 7                   | 2                   |                     |                     |                     |                     |                     | 2                   |                     |                     | 4                   | 4                   |
| Concurenți | România       | 65                  | 1                   |                     | 10                  |                     |                     |                     |                     |                     | 7                   |                     |                     |                     |                     |                     | 4                   | 4                   |                     |                     | 6                   | 6                   | 10                  |                     | 1                   | 6                   |                     |                     | 4                   |                     |                     | 1                   |                     |                     |                     |                     |                     |                     |                     | 5                   |                     |
| Concurenți | Regatul Unit  | 23                  |                     |                     |                     |                     | 4                   |                     |                     |                     | 5                   |                     |                     |                     |                     | 3                   |                     | 1                   |                     |                     |                     |                     |                     |                     |                     |                     |                     | 7                   |                     | 1                   |                     |                     |                     |                     |                     |                     |                     |                     |                     |                     | 2                   |
| Concurenți |               |                     |                     |                     |                     |                     |                     |                     |                     |                     |                     |                     |                     |                     |                     |                     |                     |                     |                     |                     |                     |                     |                     |                     |                     |                     |                     |                     |                     |                     |                     |                     |                     |                     |                     |                     |                     |                     |                     |                     |                     |
| Concurenți | Suedia        | 62                  |                     |                     | 5                   | 4                   |                     | 1                   | 1                   |                     |                     |                     | 3                   |                     | 3                   |                     |                     |                     |                     | 8                   | 4                   |                     |                     |                     |                     | 12                  |                     | 5                   |                     | 6                   | 1                   |                     |                     | 1                   | 4                   |                     |                     | 4                   |                     |                     |                     |
| Concurenți | Ungaria       | 84                  |                     | 5                   |                     | 10                  |                     |                     | 4                   |                     |                     |                     | 12                  |                     | 7                   |                     |                     | 3                   |                     |                     |                     |                     | 2                   |                     | 3                   | 2                   |                     |                     |                     |                     | 4                   |                     |                     | 2                   |                     | 6                   |                     | 6                   |                     | 8                   | 10                  |
| Concurenți | Danemarca     | 281                 | 12                  | 2                   | 6                   | 7                   | 8                   | 10                  | 8                   | 1                   | 6                   | 4                   | 10                  | 4                   | 10                  | 6                   | 12                  | 10                  | 10                  |                     | 12                  | 5                   | 7                   | 5                   | 12                  | 7                   | 7                   | 12                  | 5                   | 12                  | 10                  | 10                  | 7                   | 12                  | 6                   |                     | 12                  | 2                   | 8                   | 1                   | 3                   |
| Concurenți | Islanda       | 47                  |                     |                     |                     | 5                   |                     |                     | 6                   |                     |                     |                     | 8                   |                     |                     |                     | 2                   | 6                   | 6                   | 1                   |                     |                     |                     |                     |                     | 4                   |                     |                     |                     | 4                   |                     |                     |                     |                     |                     |                     |                     |                     |                     |                     | 5                   |
| Concurenți | Azerbaidjan   | 234                 | 8                   | 12                  | 8                   |                     | 7                   | 5                   |                     | 10                  | 12                  | 12                  | 4                   |                     | 2                   | 10                  |                     |                     | 12                  |                     | 7                   |                     | 12                  | 10                  |                     |                     | 12                  | 2                   | 12                  | 3                   | 7                   | 12                  | 8                   | 5                   | 3                   | 2                   |                     | 12                  | 12                  | 7                   | 6                   |
| Concurenți |               |                     |                     |                     |                     |                     |                     |                     |                     |                     |                     |                     |                     |                     |                     |                     |                     |                     |                     |                     |                     |                     |                     |                     |                     |                     |                     |                     |                     |                     |                     |                     |                     |                     |                     |                     |                     |                     |                     |                     |                     |
| Concurenți | Grecia        | 152                 |                     |                     |                     | 1                   |                     | 2                   |                     | 6                   | 4                   | 10                  | 6                   | 8                   | 1                   | 7                   | 8                   |                     | 1                   | 6                   |                     | 4                   |                     |                     | 7                   | 5                   |                     |                     | 7                   |                     | 5                   | 8                   | 12                  |                     | 1                   | 12                  | 4                   | 7                   | 2                   | 10                  | 8                   |
| Concurenți | Ucraina       | 214                 |                     | 10                  | 12                  |                     | 10                  | 8                   | 10                  | 12                  | 10                  | 1                   |                     | 12                  | 5                   | 4                   | 5                   |                     | 7                   | 3                   | 3                   | 12                  | 8                   |                     | 5                   | 1                   | 8                   | 8                   | 1                   |                     | 12                  |                     | 10                  | 10                  | 7                   |                     |                     | 10                  | 10                  |                     |                     |
| Concurenți | Italia        | 126                 | 10                  |                     |                     |                     | 12                  | 6                   |                     |                     | 8                   |                     |                     | 1                   |                     | 1                   |                     |                     |                     |                     |                     |                     | 6                   |                     |                     |                     | 2                   |                     | 10                  | 8                   | 8                   | 6                   | 6                   | 4                   |                     | 4                   | 10                  |                     |                     | 12                  | 12                  |
| Concurenți | Norvegia      | 191                 |                     | 6                   | 2                   | 12                  | 5                   | 7                   | 3                   | 3                   | 3                   | 7                   | 7                   | 3                   | 6                   | 8                   |                     | 12                  | 2                   | 12                  | 10                  | 2                   | 4                   | 3                   | 8                   |                     | 4                   |                     |                     | 5                   | 3                   | 4                   | 4                   | 7                   | 8                   | 7                   | 8                   | 1                   | 6                   | 2                   | 7                   |
| Concurenți | Georgia       | 50                  |                     | 8                   | 3                   |                     |                     |                     |                     |                     |                     | 5                   |                     | 10                  |                     |                     |                     |                     |                     |                     |                     | 10                  | 5                   | 7                   |                     |                     |                     |                     |                     |                     |                     | 2                   |                     |                     |                     |                     |                     |                     |                     |                     |                     |
| Concurenți | Irlanda       | 5                   |                     |                     |                     |                     |                     |                     |                     |                     |                     |                     |                     |                     |                     |                     | 1                   | 2                   |                     |                     |                     |                     |                     |                     |                     |                     |                     |                     |                     |                     |                     |                     | 2                   |                     |                     |                     |                     |                     |                     |                     |                     |

#### 12 puncte
| Nr. | Pentru            | De la                                                                                   |
| --- | ----------------- | --------------------------------------------------------------------------------------- |
| 10  | Azerbaidjan       | Austria, Bulgaria, Georgia, Grecia, Israel, Lituania, Malta, Muntenegru, Rusia, Ungaria |
| 8   | Danemarca         | Franța, Irlanda, Islanda, Italia, Regatul Unit, Republica Macedonia, Serbia, Slovenia   |
| 5   | Ucraina           | Armenia, Azerbaidjan, Belarus, Croația, Republica Moldova                               |
| 3   | Italia            | Albania, Elveția, Spania                                                                |
| 3   | Norvegia          | Danemarca, Finlanda, Suedia                                                             |
| 2   | Grecia            | Cipru, San Marino                                                                       |
| 2   | Rusia             | Estonia, Letonia                                                                        |
| 1   | Belarus           | Ucraina                                                                                 |
| 1   | Belgia            | Țările de Jos                                                                           |
| 1   | Republica Moldova | România                                                                                 |
| 1   | Suedia            | Norvegia                                                                                |
| 1   | Țările de Jos     | Belgia                                                                                  |
| 1   | Ungaria           | Germania                                                                                |

## Artiști care au revenit
| Artist                           | Țară       | Ani precedenți | Loc obținut |
| -------------------------------- | ---------- | -------------- | ----------- |
| Elița Todorova & Stoian Iankulov | Bulgaria   | 2007           | 05FN        |
| Valentina Monetta                | San Marino | 2012           | 14SF        |

## Alte premii

### Premiile Marcel Bezençon
Premiile Marcel Bezençon au fost acordate pentru prima oară în cadrul Concursului Muzical Eurovision 2002, desfășurat în Tallinn, Estonia, onorând cele mai bune cântece din finală. Create de Christer Björkman (reprezentantul Suediei în 1992 și actualul șef de delegație al Suediei) și Richard Herrey (membru Herreys, câștigător în 1984 pentru Suedia), premiile sunt denumite după creatorul competiției, Marcel Bezençon. Premiile sunt împărțite în 3 categorii: Premiul Presei (pentru favoritul presei acreditate), Premiul Artistic (pentru artistul preferat al comentatorilor) și Premiul Compozitorilor (pentru compozitorii cântecului preferat al tuturor compozitorilor participanți).
| Categorie              | Țară        | Cântec      | Artist           | Compozitor(i)                                                  |
| ---------------------- | ----------- | ----------- | ---------------- | -------------------------------------------------------------- |
| Premiul Artistic       | Azerbaidjan | „Hold Me”   | Fərid Məmmədov   | John Ballard, Ralph Charlie                                    |
| Premiul Compozitorilor | Suedia      | „You”       | Robin Stjernberg | Robin Stjernberg, Linnea Deb, Joy Deb, Joakim Harestad Haukaas |
| Premiul Presei         | Georgia     | „Waterfall” | Nodi și Sophie   | Thomas G:son                                                   |

### OGAE
OGAE (Organizația Generală a Amatorilor de Eurovision; fr.: Organisation Générale des Amateurs de l'Eurovision; fr.: General Organisation of Eurovision Fans) este unul din cele două fancluburi internaționale majore ale Concursului Muzical Eurovision și are filiale în majoritatea țărilor europene. Deși Concursul Muzical Eurovision a început în 1956, OGAE s-a format în 1984 în Finlanda. Toate țările care participă sau au participat deja în concurs pot avea o filială OGAE; multe dintre ele chiar au. Toate celelalte țări de pe Glob sunt unite sub numele „OGAE Rest of the World” (OGAE Restul Lumii), creat în 2004. În fiecare an, clubul organizează 4 competiții nonprofit (Concursul Muzical, Song Contest; Concursul pentru a Doua Șansă, Second Chance Contest; Concursul Video, Video Contest; Concursul de Cântece Compuse Acasă, Home Composed Song Contest).
În ce a devenit o tradiție anuală pentru fancluburile OGAE, un sondaj a fost deschis, permițând membrilor din 39 de filiale să-și voteze cântecele favorite din concursul din 2013. Mai jos sunt prezentate primele 5 țări din rezultatul final.
| Țară       | Cântec               | Artist            | Compozitori                                                   | Rezultat OGAE |
| ---------- | -------------------- | ----------------- | ------------------------------------------------------------- | ------------- |
| Danemarca  | „Only Teardrops”     | Emmelie de Forest | Lise Cabble, Julia Fabrin Jakobsen, Thomas Stengaard          | 374           |
| San Marino | „Crisalide (Vola)”   | Valentina Monetta | Mauro Balestri, Ralph Siegel                                  | 282           |
| Norvegia   | „I Feed You My Love” | Margaret Berger   | Karin Park, MachoPsycho                                       | 269           |
| Germania   | „Glorious”           | Cascada           | Yann Peifer, Manuel Reuter, Andres Ballinas, Tony Cornelissen | 195           |
| Italia     | „L'essenziale”       | Marco Mengoni     | Marco Mengoni, Roberto Casalino, Francesco De Benedettis      | 177           |

## Alte țări
- Andorra – La o ședință cu conducerea EBU, prim-ministrul Andorrei, Antoni Martí, a declarat că, din cauza tăierilor de buget, Andorra nu va participa în 2013.[100][101]
- Bosnia și Herțegovina - Bosnia și Herțegovina nu va participa în 2013, din cauza dificultăților economice.
- Cehia - ČT a anunțat că nu are nicio intenție de a participa la concursul din 2013, dar nu exclude o revenire în 2014.[102]
- Liechtenstein – Într-un e-mail către Eurovision Times, directorul 1FLTV, Peter Kölbel, a declarat că, din cauza lipsei de subvenții de la guvernul Liechtensteinului, participarea televiziunii va fi imposibilă până în 2013. 1FLTV încearcă din 2010 să adere la EBU.[103][104] EBU a anunțat că Liechtenstein nu va participa în 2013.
- Luxemburg - La data de 13 septembrie 2012, RTL Télé Lëtzebuerg a anunțat că nu va reveni în 2013, din cauza lipsei de resurse financiare.[105]
- Monaco - Pe 24 septembrie 2012, Télé Monte Carlo (TMC) a confirmat că Monaco nu se va întoarce în concursul din 2013, din motive necunoscute.[106]
- Maroc - Pe 20 septembrie 2012, SNRT a anunțat că Marocul nu va reveni în 2013.[107]
- Polonia - În august 2012, TVP a anunțat luarea unei decizii în octombrie 2012 asupra participării Poloniei la Concursul Muzical Eurovision 2013. Polonia se retrăsese în 2012, din cauza faptului că principalul interes financiar al TVP s-a îndreptat către UEFA Euro 2012.[108] Pe 22 noiembrie 2012, TVP a anunțat oficial că nu va participa nici în 2013.[109]
- Portugalia - Pe 22 noiembrie 2012, RTP a anunțat că Portugalia nu va participa în 2013, din cauza problemelor financiare.
- Slovacia - Pe 4 decembrie 2012, RTVS a anunțat că Slovacia nu va participa.
- Turcia - Pe 14 decembrie 2012, TRT și-a anunțat retragerea din concurs, declarând că nu e satisfăcută de introducerea sistemului hibrid juriu-televot și de statutul curent al „Marilor Cinci”.[110]

## Comentatori și purtători de cuvânt
Ordinea în care țările și-au anunțat punctajele este specificată mai jos alături de numele purtătorilor de cuvânt.
| Purtători de cuvânt | Purtători de cuvânt | Purtători de cuvânt        |
|                     | Țară                | Nume                       |
| ------------------- | ------------------- | -------------------------- |
| 01                  | San Marino          | John Kennedy O'Connor      |
| 02                  | Suedia              | Yohio                      |
| 03                  | Albania             | Andri Xhahu                |
| 04                  | Țările de Jos       | Cornald Maas               |
| 05                  | Austria             | Kati Bellowitsch           |
| 06                  | Regatul Unit        | Scott Mills                |
| 07                  | Israel              | Ofer Nahșon                |
| 08                  | Serbia              | Maja Nikolić               |
| 09                  | Ucraina             | Matias                     |
| 10                  | Ungaria             | Éva Novodomszky            |
| 11                  | România             | Sonia Argint-Ionescu       |
| 12                  | Republica Moldova   | Olivia Furtună             |
| 13                  | Azerbaidjan         | Tamilla Şirinova           |
| 14                  | Norvegia            | Tooji                      |
| 15                  | Armenia             | André                      |
| 16                  | Italia              | Federica Gentile           |
| 17                  | Finlanda            | Kristiina Wheeler          |
| 18                  | Spania              | Inés Paz                   |
| 19                  | Belarus             | Daria Domraceva            |
| 20                  | Letonia             | Anmary                     |
| 21                  | Bulgaria            | Ioanna Dragneva            |
| 22                  | Belgia              | Barbara Louys              |
| 23                  | Rusia               | Alsu                       |
| 24                  | Malta               | Emma Hickey                |
| 25                  | Estonia             | Rolf Roosalu               |
| 26                  | Germania            | Lena Meyer-Landrut         |
| 27                  | Islanda             | María Sigrún Hilmarsdóttir |
| 28                  | Franța              | Marine Vignes              |
| 29                  | Grecia              | Adriana Maggania           |
| 30                  | Irlanda             | Nicky Byrne                |
| 31                  | Danemarca           | Sofie Lassen Kahlke        |
| 32                  | Muntenegru          | Ivana Sebek                |
| 33                  | Slovenia            | Andrea F                   |
| 34                  | Georgia             | Liza Țiklauri              |
| 35                  | Republica Macedonia | Dimitar Atanasovski        |
| 36                  | Cipru               | Loukas Hamatsos            |
| 37                  | Croația             | Uršula Tolj                |
| 38                  | Elveția             | Mélanie Freymond           |
| 39                  | Lituania            | Ignas Krupavičius          |
|                     | Țară                | Nume                       |

| Comentatori         | Comentatori                              | Comentatori      | Comentatori            | Comentatori     |
| Țară                | Comentatori                              | Post             | Pentru                 |                 |
| ------------------- | ---------------------------------------- | ---------------- | ---------------------- | --------------- |
| Albania             | Andri Xhahu                              | TVSH             | Semifinale și finală   | [ 112 ] [ 113 ] |
| Albania             | Andri Xhahu                              | TVSH 2           | Semifinale și finală   | [ 112 ] [ 113 ] |
| Albania             | Andri Xhahu                              | RTSH Muzikë      | Semifinale și finală   | [ 112 ] [ 113 ] |
| Albania             | Andri Xhahu                              | RTSH HD          | Semifinale și finală   | [ 112 ] [ 113 ] |
| Armenia             | André și Arevik Udumian                  | ARMTV            | Semifinale și finală   | [ 114 ]         |
| Australia           | Julia Zemiro și Sam Pang                 | SBS One          | Semifinale și finală   | [ 115 ]         |
| Austria             | Andi Knoll                               | ORF eins         | Semifinale și finală   | [ 116 ]         |
| Belgia              | Maureen Louys și Jean-Louis Lahaye (fr)  | La Une           | Semifinale și finală   | [ 117 ]         |
| Belgia              | André Vermeulen și Tom De Cock (nl)      | één              | Semifinale și finală   | [ 118 ]         |
| Belgia              | André Vermeulen și Tom De Cock (nl)      | Radio 2          | Semifinale și finală   | [ 118 ]         |
| Belarus             | Evgheni Perlin                           | Belarus-1        | Semifinale și finală   | [ 119 ]         |
| Belarus             | Evgheni Perlin                           | Belarus-24       | Semifinale și finală   | [ 119 ]         |
| Cipru               | Melina Karageorgiou                      | RIK 1, RIK Trito | Semifinale și finală   | [ 120 ]         |
| Croația             | Robert Urlić                             | HR 2             | Semifinala 1 și finală | [ 121 ]         |
| Croația             | Duško Ćurlić                             | HRT 2            | Semifinala 2           | [ 122 ] [ 123 ] |
| Croația             | Duško Ćurlić                             | HRT 1            | Finală                 | [ 122 ] [ 123 ] |
| Danemarca           | Ole Tøpholm                              | DR1              | Semifinale și finală   | [ 124 ]         |
| Elveția             | Sven Epiney (de)                         | SRF zwei         | Semifinale             | [ 125 ]         |
| Elveția             | Sven Epiney (de)                         | SRF 1            | Finală                 | [ 125 ]         |
| Elveția             | Alessandro Bertoglio (it)                | RSI La 2         | Semifinale             | [ 126 ]         |
| Elveția             | Alessandro Bertoglio (it)                | RSI La 1         | Finală                 | [ 126 ]         |
| Elveția             | Jean-Marc Richard și Nicolas Tanner (fr) | RTS Deux         | Semifinala 2 și finală | [ 127 ]         |
| Estonia             | Marko Reikop                             | ETV              | Semifinale și finală   | [ 128 ]         |
| Estonia             | Mart Juur și Andrus Kivirähk             | Raadio 2         | Semifinala 1 și finală | [ 129 ]         |
| Finlanda            | Eva Frantz și Johan Lindroos (sv)        | Yle Radio Vega   | Semifinale și finală   | [ 130 ]         |
| Finlanda            | Aino Töllinen și Juuso Mäkilähde (fi)    | Yle TV2          | Semifinale și finală   | [ 131 ]         |
| Finlanda            | Aino Töllinen și Juuso Mäkilähde (fi)    | Yle HD           | Semifinale și finală   | [ 131 ]         |
| Finlanda            | Sanna Kojo și Jorma Hietamäki (fi)       | Yle Radio Suomi  | Semifinale și finală   | [ 131 ]         |
| Franța              | Cyril Féraud și Mireille Dumas           | France 3         | Finală                 | [ 132 ]         |
| Franța              | Audrey Chauveau și Bruno Berberes        | France Ô         | Semifinale             | [ 133 ]         |
| Georgia             | Temo Kvirkvelia                          | 1TV              | Semifinale și finală   | [ 134 ]         |
| Germania            | Peter Urban                              | EinsFestival     | Semifinale             | [ 135 ]         |
| Germania            | Peter Urban                              | NDR              | Semifinale             | [ 135 ]         |
| Germania            | Peter Urban                              | Phoenix          | Semifinala 2           | [ 135 ]         |
| Germania            | Peter Urban                              | Das Erste        | Finală                 | [ 135 ]         |
| Grecia              | Maria Kozakou și Giorgos Kapoutzidis     | NET, ERT HD      | Semifinale și finală   | [ 136 ] [ 137 ] |
| Irlanda             | Marty Whelan                             | RTÉ Two          | Semifinale             | [ 138 ]         |
| Irlanda             | Marty Whelan                             | RTÉ One          | Finală                 | [ 138 ]         |
| Irlanda             | Shay Byrne și Zbyszek Zalinski           | RTÉ Radio 1      | Semifinala 1 și finală | [ 139 ]         |
| Islanda             | Felix Bergsson                           | RÚV, Rás 2       | Semifinale și finală   | [ 140 ]         |
| Israel              | Kobi Menora                              | 88 FM            | Semifinale și finală   | [ 141 ]         |
| Israel              | Ofer Nahșon                              | 88 FM            | Semifinala 1           | [ 141 ]         |
| Israel              | Amit Kotler și Iuval Kaspin              | 88 FM            | Semifinala 2           | [ 141 ]         |
| Israel              | Ron Levinthal                            | 88 FM            | Finală                 | [ 141 ]         |
| Israel              | Kobi Oșrat                               | 88 FM            | Finală                 | [ 141 ]         |
| Israel              | Ihaloma Bat Porat                        | 88 FM            | Finală                 | [ 141 ]         |
| Italia              | Federica Gentile                         | Rai 5            | Semifinala 1           | [ 142 ]         |
| Italia              | Filippo Solibello                        | Rai 2, Rai HD    | Finală                 | [ 142 ]         |
| Italia              | Marco Ardemagni                          | Rai 2, Rai HD    | Finală                 | [ 142 ]         |
| Italia              | Natascha Lusenti                         | Rai 2, Rai HD    | Finală                 | [ 142 ]         |
| Kazahstan           | Roman Raifeld și Kaldîbek Jaisanbai      | El Arna          | Semifinale și finală   | [ 143 ] [ 144 ] |
| Letonia             | Valters Frīdenbergs                      | LTV1             | Semifinale și finală   | [ 145 ]         |
| Letonia             | Kārlis Būmeistars                        | LTV1             | Finală                 | [ 145 ]         |
| Lituania            | Darius Užkuraitis                        | LRT, LRT Radijas | Semifinale și finală   | [ 146 ]         |
| Malta               | Gordon Bonello și Rodney Gauci           | TVM              | Semifinale și finală   | [ 147 ]         |
| Muntenegru          | Sonja Savović și Sanja Pejović           | Radio Crne Gore  | Semifinale și finală   | [ 148 ]         |
| Muntenegru          | Sonja Savović și Sanja Pejović           | Radio 98         | Semifinale și finală   | [ 148 ]         |
| Norvegia            | Olav Viksmo Slettan                      | NRK 1            | Semifinale și finală   | [ 149 ]         |
| Norvegia            | Ronny Brede Aase                         | NRK3             | Finală                 | [ 150 ]         |
| Norvegia            | Silje Therese Reiten Nordnes             | NRK3             | Finală                 | [ 150 ]         |
| Norvegia            | Yngve Hustad Reite                       | NRK3             | Finală                 | [ 150 ]         |
| Portugalia          | Sílvia Alberto                           | RTP1             | Semifinale și finală   | [ 151 ]         |
| Regatul Unit        | Scott Mills și Ana Matronic              | BBC Three        | Semifinale             | [ 152 ]         |
| Regatul Unit        | Graham Norton                            | BBC One          | Finală                 | [ 152 ]         |
| Regatul Unit        | Ken Bruce                                | BBC Radio 2      | Finală                 | [ 152 ]         |
| Republica Macedonia | Karolina Petkovska                       | MRT 1            | Semifinale și finală   | [ 153 ]         |
| Republica Moldova   | Lidia Scarlat                            | Moldova 1        | Semifinale și finală   | [ 154 ]         |
| Republica Moldova   | Lidia Scarlat                            | Radio Moldova    | Semifinale și finală   | [ 154 ]         |
| România             | Liana Stanciu                            | TVR 1, TVR HD    | Semifinale și finală   | [ 155 ]         |
| Rusia               | Iana Ciurikova și Iuri Aksiuta           | Canalul 1        | Semifinale și finală   | [ 156 ]         |
| San Marino          | Lia Fiorio și Gigi Restivo               | SMtv             | Semifinale și finală   | [ 157 ]         |
| Serbia              | Duška Vučinić-Lučić                      | RTS 1            | Semifinala 1           | [ 158 ]         |
| Serbia              | Marina Nikolić                           | RTS 1            | Semifinala 2           | [ 159 ]         |
| Serbia              | Silvana Grujić                           | RTS 2            | Finală                 | [ 160 ]         |
| Slovenia            | Andrej Hofer                             | RTVSLO 2         | Semifinale             | [ 161 ]         |
| Slovenia            | Andrej Hofer                             | RTVSLO 1         | Finală                 | [ 161 ]         |
| Spania              | José María Íñigo                         | La 2             | Semifinale             | [ 162 ]         |
| Spania              | José María Íñigo                         | La 1, TVE HD     | Finală                 | [ 162 ]         |
| Suedia              | Josefine Sundström                       | SVT1             | Semifinale și finală   | [ 163 ]         |
| Suedia              | Carolina Norén                           | SR P4            | Semifinale și finală   | [ 164 ]         |
| Suedia              | Ronnie Ritterland                        | SR P4            | Semifinale             | [ 164 ]         |
| Suedia              | Björn Kjellman                           | SR P4            | Finală                 | [ 164 ]         |
| Țările de Jos       | Jan Smit și Daniël Dekker                | Nederland 1      | Semifinale și finală   | [ 165 ]         |
| Țările de Jos       | Jan Smit și Daniël Dekker                | BVN              | Semifinale și finală   | [ 165 ]         |
| Ucraina             | Tîmur Miroșnîcenko și Tetiana Terehova   | UT-1             | Semifinale și finală   | [ 166 ] [ 167 ] |
| Ucraina             | Olena Zelinceneko                        | UR1              | Semifinale și finală   | [ 168 ]         |
| Ungaria             | Gábor Gundel Takács                      | m1               | Semifinale și finală   | [ 169 ]         |
| Țară                | Comentatori                              | Post             | Pentru                 |                 |